# شعلان عبد الجبار الكريم
شعلان عبد الجبار علي الكريم (مواليد عام 1967) هو سياسي وشيخ عشيرة عراقي، وعضو في مجلس النواب، يشغل حالياً عضو مجلس النواب العربي، ورئيس كتلة تحالف السيادة النيابية، ورئيس حزب تقدم في محافظة صلاح الدين.

## حياته
ولد شعلان الكريم في عام 1967 في ناحية دجلة التابعة إلى قضاء سامراء في محافظة صلاح الدين - العراق، ينتمي إلى عشيرة البو عيسى، وهو أحد شيوخها، أكمل دراسته الثانوية عام 1986، بعدها ألتحق بالخدمة العسكرية الإلزامية في كلية القوة الجوية (سابقاً) ولمدة سنتين، حاصل على شهادة البكلوريوس في العلوم الإسلامية من كلية الإمام الأعظم 1999، أنتخب مديراً لناحية دجلة في عام 2003، ثم في نفس العام عمل قائمقام قضاء سامراء بالوكالة، أصبح عضو في مجلس النواب لعام 2010 ضمن ائتلاف وحدة العراق. وايضا في عام 2014 ضمن ائتلاف الوطنية لـ إياد علاوي، عمل في لجنة الزراعة والمياة. ولجنة العشائر العراقية، ولجنة الأوقاف الدينية. ولجنة المصالحة والمساءلة والعدالة، ولجنة الصداقة العراقية - الخليجية، ثم رشح في عام 2021 وفاز ضمن حزب تقدم الوطني لـ محمد الحلبوسي.

## المناصب

### العضوية
1. عضو في مجلس النواب العراقي لثلاث دورات (2010، 2014، 2021)
2. رئيس كتلة تحالف السيادة النيابية[6][7]
3. نائب رئيس لجنة العلاقات الخارجية[8]
4. عضو رئيس لجنة الثقافة والسياحة والآثار والإعلام[9]
5. عضو البرلمان العربي[10]
6. عضو البرلمان الدولي للتسامح والسلام.
7. نائب رئيس البرلمان العربي.[11][12]

### المؤتمرات والندوات
- مشارك في مؤتمر البرلمانات العربية المنعقد في قطر عام 2011.
- عضو وفد الجامعة الدول العربية عام 2013.
- عضو وفد مشارك في مجلس العموم البريطاني.
- عضو وفد مشارك في مجلس الشورى السعودي.
- عضو وفد مشارك في مجلس الامة الكويتي.